# Herman Glass
Herman Theobald Glass (Los Angeles, 15 ottobre 1880 – Los Angeles, 13 gennaio 1961) è stato un ginnasta statunitense.

## Carriera
Glass partecipò ai Giochi olimpici di Saint Louis 1904, dove vinse una medaglia d'oro nella gara degli anelli.

## Palmarès
In carriera ha conseguito i seguenti risultati:
- Giochi olimpici

St. Louis 1904: medaglia d'oro negli anelli.